# Кожухово (Лихославльский район)
Кожухово — деревня в Лихославльском районе Тверской области России. Входит в состав Первитинского сельского поселения.
Население по переписи 2002 года — 15 человек, 5 мужчин, 10 женщин.

## География
Кожухово находится на реке Кава, в двух километрах от деревни Первитино.
До Лихославля — 15 км.
Кожухово является наверное больше дачным поселением. В ней около 20 домов, жителей около 30, но зимой их в 3 раза меньше. В этой деревне протекает родник с невероятно чистой и вкусной водой.

## История
По данным 1859 года деревня имела 15 дворов, 151 жителя. Во второй половине XIX — начале XX века деревня относилась к Первитинской волости Тверского уезда Тверской губернии.